# David Morton
David Morton (ur. 23 lipca 1861 w Glasgow, zm. 7 maja 1937 tamże) – szkocki rugbysta, reprezentant kraju, sędzia sportowy.
W latach 1887–1890 rozegrał dziewięć spotkań dla szkockiej reprezentacji zdobywając trzy przyłożenia, które wówczas nie miały jednak wartości punktowej. W Home Nations Championship 1893 sędziował mecz Walia–Anglia.